# 孔昭儉
孔昭儉（?—?），唐朝时兖州曲阜县人。孔子四十一代孫，孔齊卿玄孙，孔惟晊曾孙，孔策之孙，孔振之子。
孔昭儉历任南陵（今安徽省繁昌县）县尉、广文馆博士、兖州司马。朝廷赐给他绯服，授秘书郎。后来袭封文宣公，为第七代文宣公，兼任曲阜县令。朝廷每年给户绢一百匹，供春秋季祭祀孔子之用。他六十一岁去世，埋葬在孔林内孔子墓北侧。有子孔光嗣，孙子是中兴祖孔仁玉。

## 参看
- 孔子
- 孔子世家大宗世系
- 孔子世系
- 孔子世家大宗世系图
- 孔子世家总世系图 (中兴祖前)